# Короча
Короча (на руски: Короча) е град в Русия, административен център на Корочански район, Белгородска област. Населението на града към 1 януари 2018 година е 5853 души.

## История
Селището е основано през 1637 година, през 1708 година получава статут на град.

## География
Градът е разположен на 150 метра надморска височина, по поречието на река Короча, която е приток а река Нежегол.

## Личности
Родени в Короча са:
- Виктор Кононенко (1918 – 1975) – съветски учен в областта на механиката
- Яков Сафонов (1877 – 1918) – руски генерал